# Hotondberg
De Hotondberg of Hoogberg is een getuigenheuvel in de Vlaamse Ardennen, in het zuiden van de Belgische provincie Oost-Vlaanderen. De heuvel ligt op de grens van Ronse en Zulzeke en is 150 meter hoog, meteen de hoogste heuvel in de Vlaamse Ardennen. Zijn topografische prominentie bedraagt 108 meter. De dominantie, dat is de afstand tot het meest nabije hogergelegen punt, bedraagt 8,74 kilometer.
Op de heuvel ligt het natuurgebied Hotond-Scherpenberg. Op de top staat de Hotondmolen, waarvan enkel de romp bewaard is en die dienstdoet als uitkijktoren bij sporthotel en grill 'Hotond'. De top van de Hotondberg is het hoogste punt van de provincie Oost-Vlaanderen. Ten westen van de Hotondberg ligt de Kluisberg, ten oosten ervan de Kruisberg.

## Wielrennen
De Hotond kan vanuit zes richtingen beklommen worden. De 'Hotondberg' is de zijde vanaf Kwaremont, na de beklimming van de gelijknamige helling Kwaremont dient men de N425 aan te houden om hogerop te klimmen. De noordzijde van de heuvel wordt beklommen via de helling Hoogberg-Hotond en is bekend als beklimming uit de Ronde van Vlaanderen. Verder zijn er nog beklimming mogelijk via Fiertelmeers, Spinessenberg, Riekestraat en Hotondstraat.

## Afbeeldingen

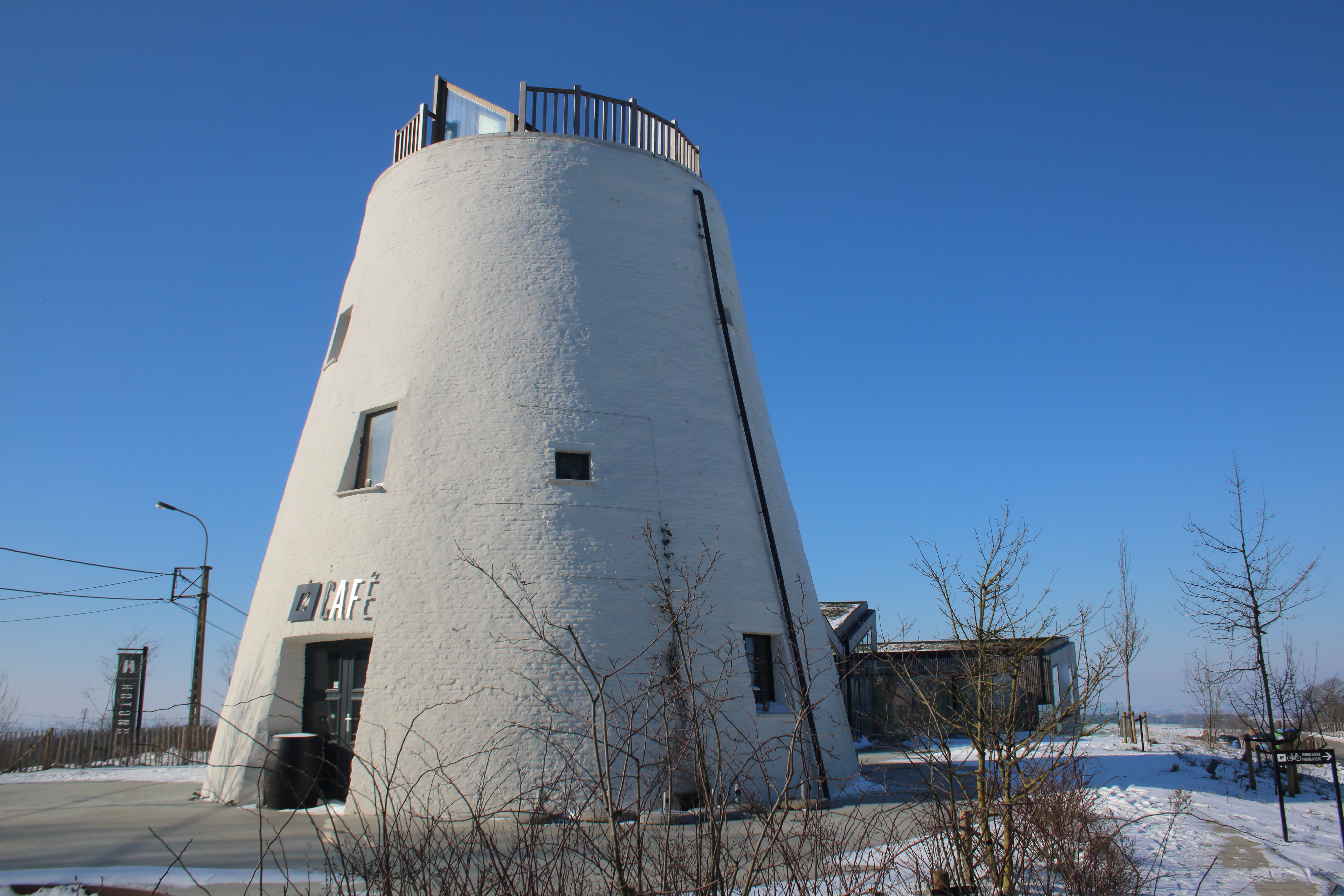
Hotondmolen
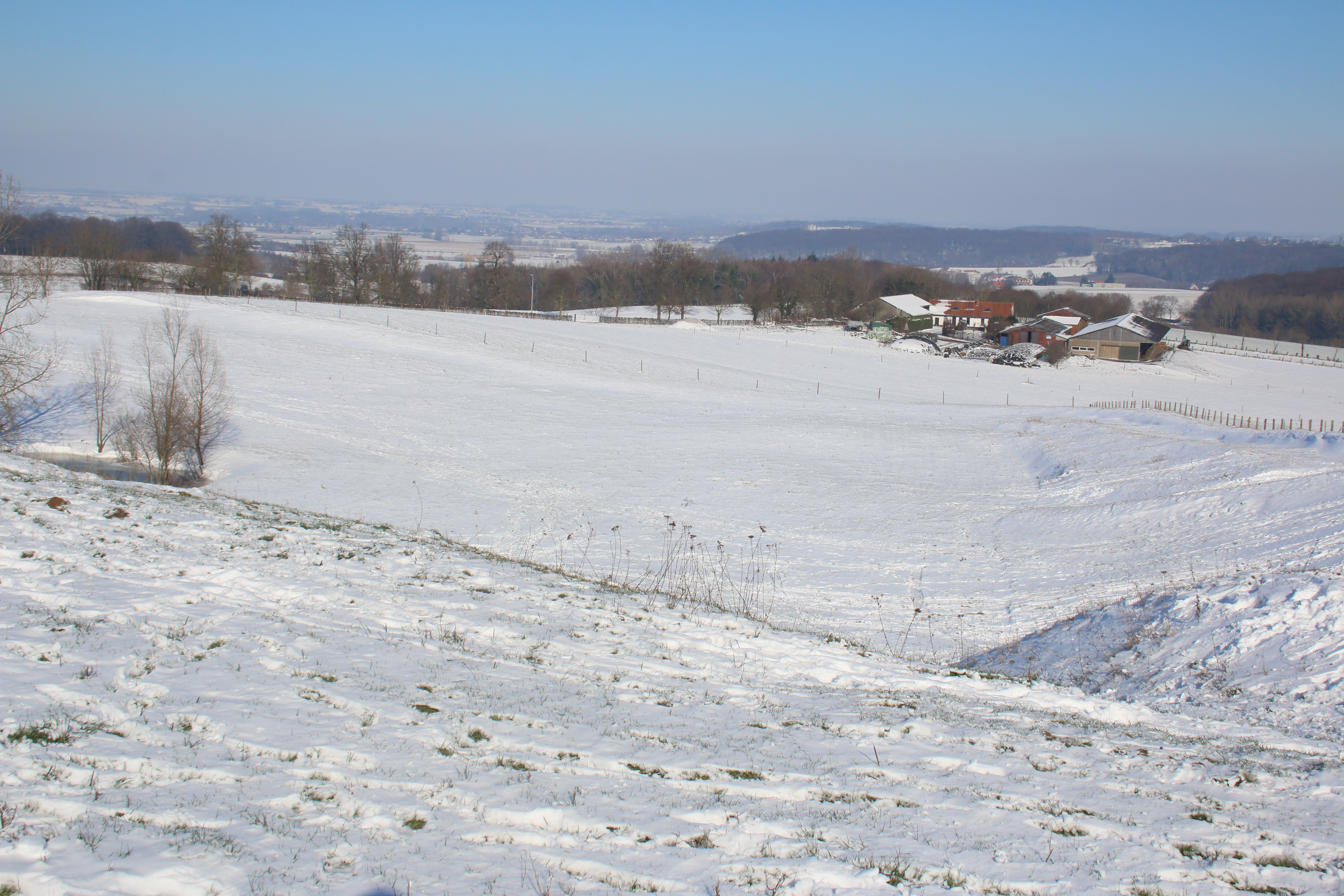
Uitzicht vanop de Hotondberg
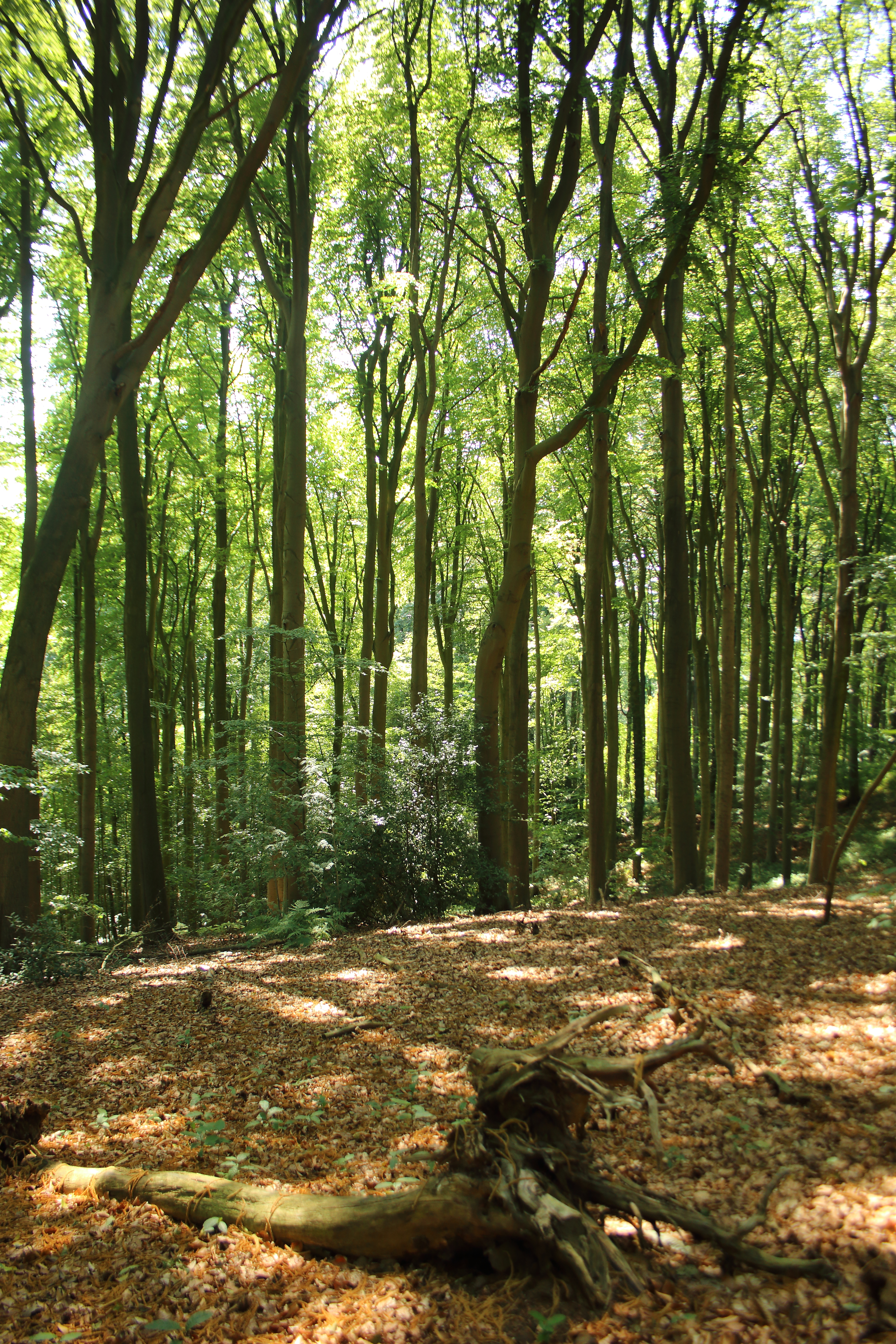
Natuurgebied Hotond-Scherpenberg

### 'Hotondberg' vanaf Kwaremont
De helling is bekend uit de Omloop Het Volk en is hierin 7 maal opgenomen (1993-1997, 2006, 2007). Van 1993-1997 en in 2006 is gesitueerd tussen de Oude Kwaremont en de Pottelberg. In 2007 is ze gesitueerd tussen de Oude Kwaremont en de Muur-Kapelmuur. In 2014 is de helling opgenomen in de E3 Prijs Harelbeke. De afdaling van de Hotondberg gebeurt meestal via de noordzijde (Hoogberg-Hotond).
Ook wordt de Hotondberg opgenomen in het wielrennersparcours in Ronse voor het BK in 1983, 1991 en 2007 en het WK van 1963 en 1988. In 2022 wordt ze opgenomen in Dwars door Vlaanderen.
De Hotondberg is ook opgenomen in de recreatieve fietsroute de Vlaanderen Fietsroute.